# Alcopop

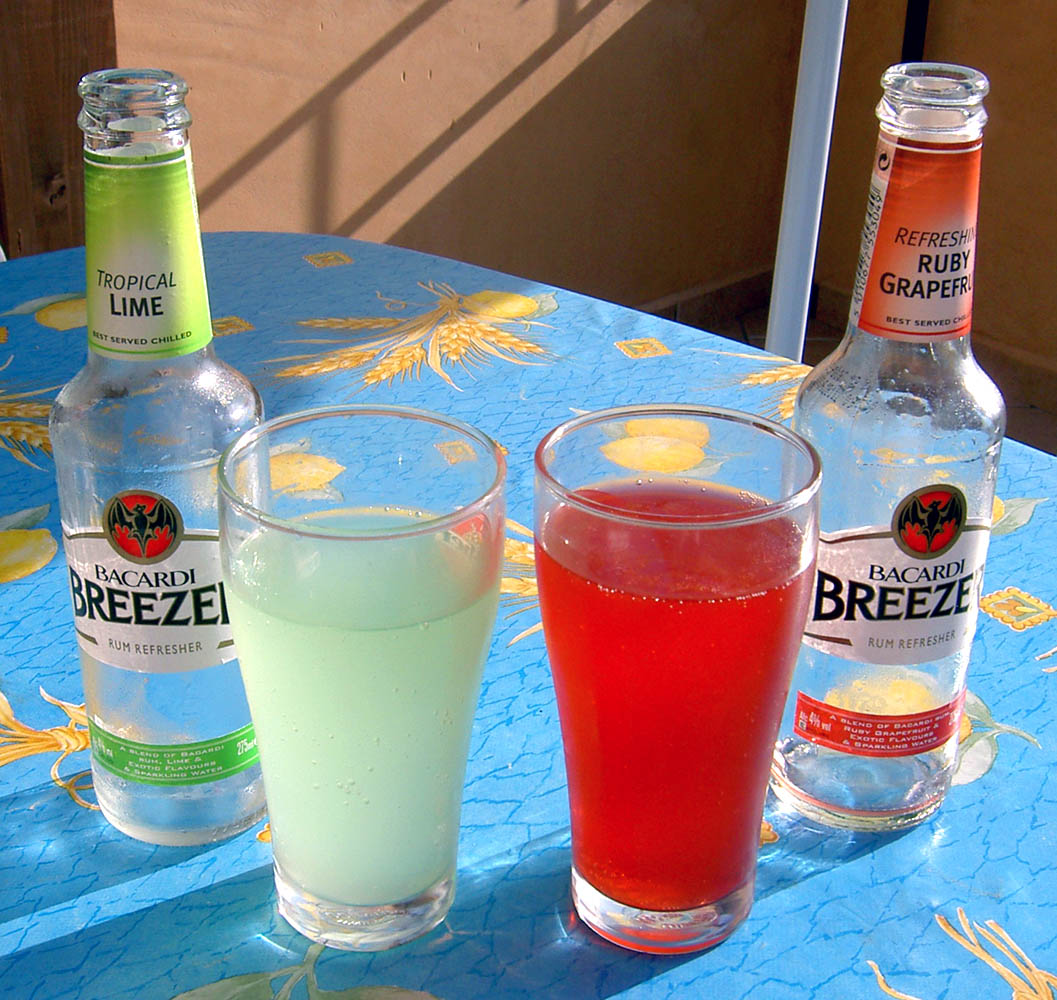
Dos Bacardi Breezers.

Alcopop és un terme que descriu certes begudes alcohòliques amb saboritzants, incloent:
1. Begudes maltejades a les quals s'hi ha afegit sucs de fruites o altres saboritzants,
2. begudes que contenen vi i a les quals s'hi ha afegit suc de fruites o altres saboritzants o
3. begudes que coontenen alcohol destil·lat i s'hi han afegit sucs de fruites o altres saboritzants.[1]

El terme alcopop (un portmanteau de les paraules alcohol i pop) s'utilitza habitualment al Regne Unit i Irlanda per descriure aquestes begudes. Al Canadà de parla anglesa, "cooler" és més comú, però també es pot utilitzar "alcopop". Altres termes inclouen beguda alcohòlica aromatitzada (FAB), beguda de malt aromatitzada (FMB), "preempaquetat" o esperit "envasat premium" (PPS). A Austràlia i Nova Zelanda "premescla" i preparat per beure (RTD) són termes que s'utilitzen habitualment. "Malternative" és un terme exclusivament nord-americà per als alcopops a base de malta.(xinès) "Spirit cooler" s'utilitza a Sud-àfrica per a les versions d'alcohol destil·lat.

## Història
Els refrigeradors de vi van guanyar popularitat al mercat nord-americà a la dècada de 1980 quan Bartles i Jaymes van començar a anunciar la seva marca de refrigeradors de vi, que van ser seguides per altres marques, inclòs quan Bacardi va presentar el Breezer. Al voltant de 1993 es va produir un creixement de la popularitat amb Two Dogs, DNA Alcoholic Spring Water, Hooper's Hooch i Zima, que es comercialitzava amb el títol de "beguda malternativa". Les Refrigeradores de vi estaven en declivi a causa de l'augment de l'impost federal sobre el vi dels EUA, i l'ús d'una base de begudes de malta es va convertir en el nou estàndard de la indústria. Més tard, Mike's Hard Lemonade es va estrenar als Estats Units, amb anuncis humorístics que representaven el que ells anomenaven "violència contra les llimones". Smirnoff també va sortir amb una altra beguda de malta amb cítrics-Aromatització als Estats Units a finals de la dècada de 1990 anomenada Smirnoff Ice, que es va promocionar amb anuncis cridaners, que solen incloure joves de moda que ballen en situacions i llocs poc probables. (Al Regne Unit, Diageo comercialitza Smirnoff Ice com a PPS.)
A través de la seva campanya Alcopop-Free Zone®, " Alcohol Justice ha intentat prohibir completament la venda d'alcopop, ja que les begudes alcohòliques dolces i de colors vius poden atraure a molts campanyes publicitàries més fresques han estat criticades perquè intenten fer que els alcopops atractin els joves bevedors Al Regne Unit, a mitjans dels anys noranta, va sorgir un crit de premsa quan el tabloide va associar-se a la premsa amb la beguda de menors d'edat que va danyar les vendes i va fer que les botigues de licors britàniques els retiressin dels seus prestatges.